# 도체스터군 (메릴랜드주)

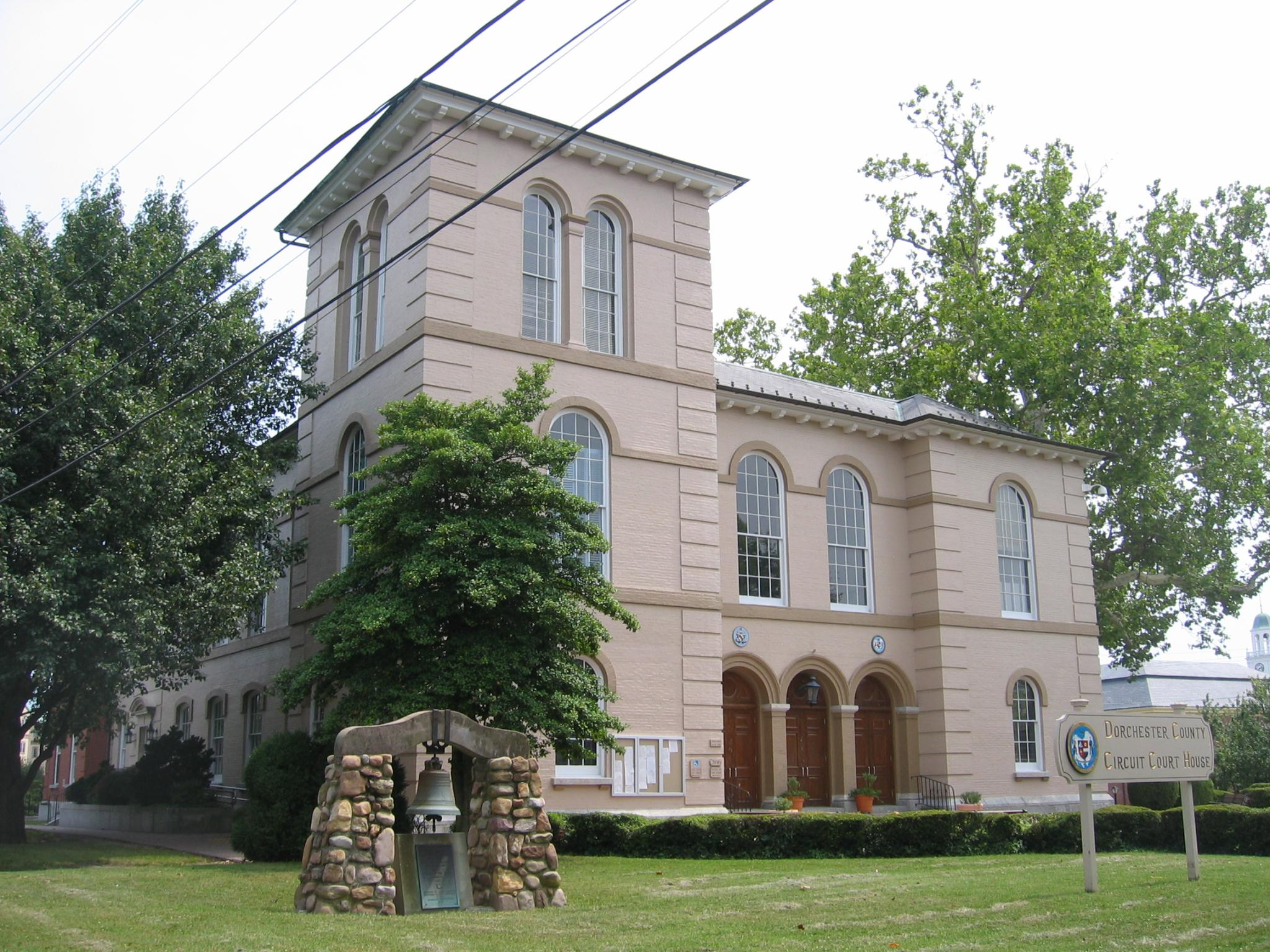

도체스터군(Dorchester County)은 미국 메릴랜드주 동부 해안에 있는 카운티이다. 2010년 인구 조사에서 인구는 32,618 명이며, 2000년 30,674명에서 6.3% 증가했다. 군청 소재지는 캠브리지 시(인구 12,326명）)이며, 이 카운티 최대 인구를 가진 도시이기도 하다. 도체스터 카운티는 1669년에 설립된 동해안 지역에서 가장 큰 카운티였다. 북쪽은 촙탱크 강, 북동쪽은 탈보트 군, 북동쪽은 캐롤라인 군, 남동쪽은 와이코미코 군, 동쪽은 델라웨어 서섹스 군, 서쪽은 체사피크 만에 접해 있다. 체사피크 만에 접한 입지와 카운티 모양이 하트 모양을 닮아서 ‘체사피크 주의 하트’라는 슬로건을 사용하고 있다. 카운티 이름은 제4대 도싯 백작 에드워드 색빌을 따서 명명되었다. 도싯 백작은 메릴랜드 식민지를 설립한 캘버트 가문의 가장 친한 가문의 가족이었다.

## 인구
| 인구조사                                                      | 인구   | Note  | %±    |
| ------------------------------------------------------------- | ------ | ----- | ----- |
| 1790년                                                        | 15,875 |       | —     |
| 1800년                                                        | 16,346 |       | 3.0%  |
| 1810년                                                        | 18,108 |       | 10.8% |
| 1820년                                                        | 17,759 |       | −1.9% |
| 1830년                                                        | 18,686 |       | 5.2%  |
| 1840년                                                        | 18,843 |       | 0.8%  |
| 1850년                                                        | 18,877 |       | 0.2%  |
| 1860년                                                        | 20,461 |       | 8.4%  |
| 1870년                                                        | 19,458 |       | −4.9% |
| 1880년                                                        | 23,110 |       | 18.8% |
| 1890년                                                        | 24,843 |       | 7.5%  |
| 1900년                                                        | 27,962 |       | 12.6% |
| 1910년                                                        | 28,669 |       | 2.5%  |
| 1920년                                                        | 27,895 |       | −2.7% |
| 1930년                                                        | 26,813 |       | −3.9% |
| 1940년                                                        | 28,006 |       | 4.4%  |
| 1950년                                                        | 27,815 |       | −0.7% |
| 1960년                                                        | 29,666 |       | 6.7%  |
| 1970년                                                        | 29,405 |       | −0.9% |
| 1980년                                                        | 30,623 |       | 4.1%  |
| 1990년                                                        | 30,236 |       | −1.3% |
| 2000년                                                        | 30,674 |       | 1.4%  |
| 2010년                                                        | 32,618 |       | 6.3%  |
| 2019 (추산)                                                   | 31,929 | [ 4 ] | −2.1% |
| U.S. Decennial Census 1790-1960 1900-1990 1990-2000 2010–2018 |        |       |       |